# Dănuț Moisescu
Dănuț Moisescu (n. 22 martie 1972, Constanța) este un fost jucător român de fotbal care a activat pe postul de mijlocaș.

### Activitate
- Farul Constanța (1989-1990)
- Farul Constanța (1990-1991)
- Farul Constanța (1991-1992)
- Universitatea Craiova (1992-1993)
- Hapoel Tel Aviv (1993-1994)
- Hapoel Be'er Sheva (1994-1995)
- Dinamo București (1995-1996)
- Farul Constanța (1995-1996)
- FC Național București (1995-1996)
- FC Național București (1996-1997)
- Altay Izmir (1997-1998)
- FC Național București (1998-1999)

## Legături externe
- Dănuț Moisescu la transfermarkt
- Dănuț Moisescu la footballdatabase.eu